# Lycianthes hintonii
Lycianthes hintonii är en potatisväxtart som beskrevs av E.Dean. Lycianthes hintonii ingår i Himmelsögonsläktet som ingår i familjen potatisväxter. Inga underarter finns listade i Catalogue of Life.